# Manuel Junglas
Manuel Junglas (* 31. Januar 1989 in Köln) ist ein deutscher Fußballspieler.

## Karriere
Der Stürmer begann beim SC West Köln mit dem Fußballspielen. 2004 wechselte er in die Jugend von Alemannia Aachen, für die er ab 2007 regelmäßig in der zweiten Mannschaft spielte und in der NRW-Liga 2008/09 in 30 Saisoneinsätzen 20 Tore erzielte. Im Januar 2007 nahm er am Wintertrainingslager der Profimannschaft in Portugal teil.
Aufgrund von Personalsorgen in der Offensive rückte Junglas nach der Winterpause 2007 in den Profikader auf. Sein Bundesliga-Debüt gab er am 17. März 2007 im Spiel gegen Arminia Bielefeld, als er in der 90. Minute für Jan Schlaudraff eingewechselt wurde. Sein erstes Pflichtspieltor erzielte er am 34. Spieltag der Saison 2008/09 im Spiel gegen den FC Augsburg.
Zur Saison 2009/10 erhielten er und Abdul Özgen Profiverträge. In dieser Saison avancierte Junglas zum Stammspieler im Mittelfeld. Seinen ersten Saisontreffer erzielte er beim 3:0-Sieg gegen den FSV Frankfurt. In der Spielzeit 2011/12 stieg er mit seinem Verein als Tabellenvorletzter aus der Zweiten Liga ab und wechselte zur Saison 2012/13 zum Zweitligaaufsteiger VfR Aalen.
In seinem ersten Jahr bei den Schwaben kam er meist als Einwechselspieler zum Einsatz und absolvierte nur vier Spiele über die gesamte Spieldauer. Nach dem Trainerwechsel zur Saison 2013/14 von Ralph Hasenhüttl zu Stefan Ruthenbeck, der das Spielsystem so änderte, dass mehrere Spieler im zentralen Mittelfeld spielten, wurde Junglas zum Stammspieler und Leistungsträger im Mittelfeld, erzielte drei Tore und bereitete vier weitere vor. Seinen auslaufenden Vertrag verlängerte Junglas im Mai 2014 um zwei weitere Jahre. In der folgenden Saison 2014/15 verlor er im Verlauf der Vorrunde jedoch seinen Stammplatz an den neu verpflichteten Jürgen Gjasula und wurde bei den letzten acht Spielen vor der Winterpause nur viermal in der Schlussphase eingewechselt.
Daher verließ Junglas die Aalener im Januar 2015 und wechselte zum Drittligisten Arminia Bielefeld. Dort wurde er „Drittliga-Spieler des Monats“ April 2015 und stieg in die 2. Bundesliga auf. Nach zweieinhalb Jahren bei der Arminia folgte 2017 der Wechsel zum Regionalligisten FC Viktoria Köln. Nach dem Ende seines Vertrags bei Viktoria Köln gründete er gemeinsam mit einem Geschäftspartner ein Unternehmen zur Reinigung von Gebäudefassaden.

## Erfolge
Arminia Bielefeld
- Aufstieg in die 2. Bundesliga: 2015

Persönliche Auszeichnungen
- 3. Liga-Spieler des Monats: April 2015